# 拉吉斯拉夫·帕耶欣
拉吉斯拉夫·帕耶欣（1944年11月4日—2014年2月2日），斯洛伐克男子足球运动员，场上位置是中场。他曾代表捷克斯洛伐克国奥队参加1968年夏季奥林匹克运动会足球比赛，获得第九名。